# Пе Сюзі
Пе Суджі (кор. 배수지, ханча: 裴秀智; нар. 10 жовтня 1994), відома за мононімом Сюзі —  південнокорейська співачка, акторка, танцюристка та модель. Була учасницею дівочого гурту miss A в агентстві JYP Entertainment. Акторську кар'єру почала, зігравши в телесеріалі «Одержимі мрією» (2011), а після того з'явилася в таких серіалах як «Книга сім'ї Ку» (2013), «Нестримно закохані» (2016), «Доки ти спала» (2017), «Vagabond» (2019), «Стартап» (2020) та «Анна» (2022). В кіно дебютувала у фільмі «Архітектура 101» (2012). Після успішного кінодебюту отримала титул «Перше кохання нації».

## Раннє життя
Народилася 10 жовтня 1994 у районі Бок, Кванджу, Південна Корея, у сім'ї Пе Ван Йона (батько) та Чон Хьон Сук (мати). Має старшу сестру Су Бін та молодшого брата Сан Муна. Сюзі навчалася у Старшій школі виконавських мистецтв Сеула. Перед дебютом вона була моделлю інтернет-крамниці. У 2009 році вона брала участь у прослуховуванні в програмі Superstar K каналу Mnet та пройшла через попередній раунд, але в кінцевому підсумку вибула з шоу. Однак привернула увагу членів агентства JYP Entertainment та незабаром стала стажисткою. Після навчання протягом року її об'єднали з колегами Фей та Цзя в гурт Miss A.

## Кар'єра

### Дебют із Miss A
У березні 2010 Miss A почали свою першу офіційну діяльність, як гурт що рекламує корпорацію Samsung Electronics в Китаї. Miss A випустили рекламну пісню під назвою «Love Again» для Samsung Beat Festival. Пісня була написана корейським композитором Super Changddai й музичне відео було зрежисоване Хон Вон Кі. Пізніше до тріо приєдналася співачка Мін. Гурт у складі чотирьох дівчат офіційно дебютував у липні 2010 року, під керівництвом агентства JYP Entertainment, з піснею «Bad Girl Good Girl». Після успішного рекламного періоду, який складався з семи тижнів, у жовтні гурт повернувся з новою піснею «Breathe», з другим мініальбомом Step Up.
У липні 2011 року Miss A випустили свій перший повноцінний студійний альбом A Class з головною піснею «Good Bye Baby». Останній виступ гурту на сцені з цим альбомом відбувся в першій половині вересня того ж року, після великого успіху їх альбому та його головної пісні. Потім вони сконцентрували свою увагу на закордонній діяльності. У лютому 2012, вони повернулися зі своїм новим стилем музики завдяки мініальбому Touch.
В останньому кварталі  2012 року, вони випустили Independent Women Pt.III. Альбом був розроблений, щоб віддати належне пісні «Independent Women» Destiny's Child, ідолу гурту. 6  листопаду 2013 miss A зробила своє повернення після більше ніж року перерви, з другими повноцінним студійним альбомом Hush. Головна пісня була складена відомим дуетом композиторів, E-Tribe. 30 березня 2015 гурт випустив ще одну пісню, яка посіла перші місця в чарті, «Only You» створена Black Eyed Pilseung з їхнього мініальбому Colors.

### 2010—2012: Самостійна діяльність та зростання популярності
У жовтні 2010 року Сюзі стала гостем програми «MBC Show! Music Core» разом з Мінхо та Оню, обидва з SHINee та Чі Йон з гурту T-ara. Пізніше Сюзі була запрошена гостем на такі телепередачі, як «Inkigayo», «M! Countdown», «M! Countdown Hello Japan», 21-шу «Seoul Music Awards», 26-ту «Golden Disk Awards» разом із Хон Кі з F.T. Island та «Mnet 20's Choice Awards» разом з актором Сон Чун Кі, де вона виграла нагороду у категорії «Hot New Star of 2011». Після того, Сюзі продовжує з'являтися гостем у багатьох подіях від музичних телепередач до помітних церемоній нагороджень.
Окрім діяльності в музичному гурті, Сюзі розпочала акторську кар'єру. Вперше як акторка вона з'явилася у музичній драмі про старшу школу, «Одержимі мрією», яка транслювалася на KBS на початку 2011 року. Також Сюзі випустила OST для цієї драми, під назвою «Winter Child». Драма була успішною в Південні Кореї, зібравши високі рейтинги протягом всіх двох місяців показу, а також отримала популярність в інших країнах. На Премії KBS драма, Сюзі отримала нагороду «Краща нова акторка», а також нагороду «Краща пара» разом із Кім Су Хьоном. Також Сюзі потрапила до акторського складу реаліті-шоу «Непереможна молодь 2» каналу KBS. Знімання першої серії шоу почалися 19 жовтня, а прем'єра відбулася 11 листопада 2011.
У наступному році Сюзі зіграла свою першу роль в кіно, у фільмі «Архітектура 101», де грала головну героїню в молодості. «Архітектура 101» став одним з десяти найбільш переглядувальних фільмів в Кореї у першому кварталі 2012 року та досягнув понад 4,1 мільйона переглядів після дев'яти тижнів показу в кінотеатрах, а також поставив новий рекорд по продажах корейських мелодрам на фізичних носіях. У цьому ж році, Сюзі грала другорядну роль у драмі «Великий» каналу KBS, сценарій якої написали Сестри Хон, головні ролі в драмі виконали Кон Ю та Лі Мін Чон.
За свою гру у фільмі «Архітектура 101» Сюзі виграла нагороди: співак-початківець, актор-початківець у драмах та актор-початківець у фільмах, а також отримала нагороду «Краща нова акторка» на 48-ій Премії мистецтв Пексан. 22 грудня 2012 року Сюзі отримала нагороду «Best Newcomer» у категорії «Різне» на KBS Entertainment Awards за свою появу у драмі «Непереможна молодь 2».

### 2013—2016: Головний успіх
У 2013 вона знімалася в історичній драмі про бойові мистецтва «Книга сім'ї Ку». Разом із Лі Син Кі вона отримала нагороду за акторську майстерність на MBC Drama Awards На Seoul International Drama Awards, Сюзі отримала нагороду «Видатна акторка». Водночас вона з'являється на вар'єте шоу «Лікувальний табір», ставши наймолодшим гостем на цьому шоу.
У травні 2014 році Сюзі розпочала знімання в історичному фільмі «Звук квітки», де грала Чін Чхе Сон, першу корейську пхансорі співачку. Фільм зображує боротьбу співачки, якій не дозволено виконувати на публіці пісні через її стать під час ери Чосон. Щоб підготувати себе до ролі, Сюзі навчалася співати в жанрі пхансорі протягом року. У цьому ж році, Сюзі співпрацює зі співаком і актором з Тайваню, Show Lo для виконання синглу «Together In Love», а також з'являється в його альбомі Reality Show.
У січні 2016 Сюзі випускає цифровий сингл під назвою «Dream» з Бекхьоном із гурту EXO. Пісня посіла перше місце на щотижневому цифровому чарті від Gaon та виграла нагороду «Найкраща співпраця» на Mnet Asian Music Awards. Потім вона знімалася у романтичній мелодрамі «Нестримно закохані» з Кім У Біном. Сюзі випустила дві OST для драми, для яких сама написала музику. У вересні 2016 році воскова фігура Сюзі була поставлена у музеї мадам Тюссо в Гонконзі. Вона стала першою кореянкою, яка отримала воскову фігуру в музеї мадам Тюссо у Гонконзі.

### 2017–сьогодення: Самостійний дебют
На початку 2017 року Сюзі дебютувала як соло виконавиця, з альбомом під назвою Yes? No?. Її передвипускна пісня «Pretend» була випущена 17 січня та досягнула першого місця у всіх музичних чартах. Через тиждень була випущена головна пісня «Yes, No, Maybe». У лютому 2017 Сюзі випустила пісню у дуеті зі співаком Пак Вон під назвою «Don't Wait for Your Love».
Потім Сюзі повернулася на екрани ТБ разом із Лі Чон Соком у фентезійній драмі-трилері «Доки ти спала», яка вийшла на екрани у вересні 2017. Ця драма є другою співпрацею між Сюзі та сценаристом Пак Хє Рьон, першою була співпраці у 2011 над хітовим серіалом «Одержимі мрією».
На початку 2018 було оголошено, що Сюзі повернеться з новим альбомом у кінці січня. 22 січня 2018 Сюзі випустила перед-випускну пісню «In Love with Someone Else», яка досягла в режимі реального часу незнаних висот. 29 січня Сюзі випустила другий альбом під назвою Faces of Love з головною піснею «Holiday». 14 лютого 2018 Сюзі випустила музичне відео для своєї пісні на стороні Б «SoBer».

## Особисте життя
9 березня 2018 було підтверджено, що Пе Сюзі зустрічається з актором Лі Дон Уком.

## У ЗМІ
Після появи у фільмі «Архітектура 101» акторку почали назвати «Корейською іконою першого кохання». Також вона стала однією з затребуваних осіб щодо реклами в Південній Кореї й була названа «Королевою CF» через численну кількість рекламних пропозицій від косметики й одягу до звичайних товарів. Вона заробила понад 10 мільярдів вон у 2013 з більше 14 рекламних пропозиції за один рік.

## Дискографія

### Мініальбом
- Yes? No? (2017)
- Faces of Love (2018)

## Посольські ролі
28 квітня 2011 року було офіційно оголошено, що Сюзі й Кім Су Хьон будуть послами «16th Goyang Korea Flower Show» у провінції Кьонгі. Квіткове шоу проводилося 29 квітня у «Квітковому виставковому центрі Коян», що розташоване в Ilsan Lake Park.
28 серпня 2013 Сюзі була призначена почесною амбасадоркою «Корейського національного поліцейського агентства».
19 листопада 2013 Сюзі разом зі Кі Бо Бе, Сон Йон Че, Ян Хак Сон та Чхве Ин Сук були призначені рекламними амбасадорами для «Літньої Універсади 2015». Сюзі брала участь у ряді рекламних відео, плакатів та світлин, а також була гостею інших подій, покликаних просувати Універсаду.
У 2015 році Сюзі була названа 791-ю членкинею «Суспільної скарбниці корейського шанованого суспільства» (Community Chest of Korea's Honor Society), який складається з людей, які пожертвували W100 мільйонів (US$1=W1,105) або більше на благодійність.